# Nicolas Sarrabat
Nicolas Sarrabat (* 9. Februar 1698 in Lyon; † 27. April 1737 in Paris) war ein französischer Jesuit, Physiker und Naturforscher.
Er war der Sohn des Malers Daniel Sarrabat (1666–1748). Sarrabat trat 1712 in den Jesuitenorden ein, unterrichtete Philosophie in Nîmes und Avignon und ab 1731 Naturwissenschaften und Mathematik in Avignon (wo er mit Joseph de Seytres (1688–1745), dem Marquis de Caumont, bekannt wurde und nach seinem Weggang in Briefwechsel blieb), Toulon (ab 1734) und in Marseille, wo er königlicher Professor für Mathematik war.
1727 bis 1729 erhielt er drei Preise der Akademie von Bordeaux: Den ersten für einen Aufsatz über die Variation der Magnetnadel, dann über den Ursprung des Salzgehalts des Meeres und für einen Aufsatz über die Veränderlichkeit von Winden. Da er drei Preise in Folge erhalten hatte, schloss man ihn von weiteren Preisschriften aus, um, wie es offiziell hieß, die anderen nicht zu entmutigen. Er reichte dennoch 1735 unter dem Namen La Baisse erneut eine Preisschrift über die Zirkulation von Säften in Pflanzen ein (Dissertation sur la circulation de la sève dans les plantes), die den Preis der Akademie erhielt, auch wenn nicht alle Mitglieder von ihrer These überzeugt waren.
Für diesen Aufsatz ist er vor allem bekannt, da er den experimentellen Nachweis der Zirkulation von Pflanzensäften in der Pflanze brachte. Er verfolgte den Saftfluss, indem er ihn mit dem Saft der Kermesbeere färbte. Die Methode war zwar nicht neu (1671 wurden vor der Royal Society ähnliche Experimente ausgeführt), aber Sarrabat führte sie am Gründlichsten durch und beeinflusste damit unter anderem Henri Louis Duhamel du Monceau (Physique des Arbres) und Charles Bonnet (Recherches sur l´usage des feuilles dans les plantes).
Neben der Darstellung seiner Experimente finden sich auch theoretische Überlegungen. Er betrachtet Pflanzen als Maschinen, deren treibende Kraft der Austausch innerer und äußerer Luft ist. Im Frühling wird die innere Luft erhitzt und die Pflanze beginnt zu sprießen, da die von im Winter eingedicktem Saft verstopften Poren keinen Austausch mit der äußeren Luft gestatten. Er geht davon aus, dass Pflanzen wie Tiere atmen, und sieht  das Mark der Bäume als Analogon zur Lunge.
1735 nahm er an einer archäologischen Expedition unter Kapitän de Caylus (dem Bruder von Anne Claude de Caylus) im Mittelmeer teil (unter anderem Malta, Milo). Briefe von Sarrabat an den Marquis de Caumont von der Reise sind erhalten. Bei ihrer Exkursion gruben sie auch in der Nähe der späteren Fundstelle der Venus von Milo.
Er ist auch für die Entdeckung eines sehr hellen Kometen bekannt, den er am 1. August 1729 in Nîmes mit bloßem Auge beobachtete. Er ist als Komet von 1729, C/1729 P1 oder Comet Sarabat bekannt (mit der Falschschreibung von Sarrabats Namen von Cassini). Jacques Cassini konnte ihn bis zum 18. Januar 1730 beobachten. Er gilt als der hellste je beobachtete Komet.